# سالت اند سنکچوئری
سالت اند سنکچوئری یا سالت اند  سَنکچوئِری (به انگلیسی: Salt and Sanctuary) یک بازی ویدئویی در سبک نقش‌آفرینی اکشن دوبعدی است که توسط استودیوی آمریکایی اسکا استودیوز (Ska Studios) توسعه یافته و منتشر شده است. این بازی نخستین‌بار در ۱۵ مارس ۲۰۱۶ برای پلی‌استیشن ۴ عرضه شد و در ادامه برای ویندوز، مک‌اواس، لینوکس، پلی‌استیشن ویتا، نینتندو سوئیچ و اکس‌باکس وان نیز منتشر شد.

## گیم‌پلی
سالت اند سنکچوئری عناصر سبک‌های مترویدوانیا و سولزلایک را با گرافیک دوبعدی طراحی‌دستی ترکیب می‌کند. این بازی شامل بیش از ۶۰۰ آیتم قابل استفاده، دسته‌های گوناگون سلاح، حملات ویژه، و قابلیت‌های جادویی و از راه دور است. بازیکن می‌تواند از سپر برای دفاع، از سلاح‌های دو دستی برای قدرت بیشتر و از سیستم توسعه مهارت‌ها و کلاس‌های مختلف استفاده کند. یک درخت مهارت پیچیده، صدها ترکیب مختلف را در اختیار بازیکن قرار می‌دهد. بازی دارای قابلیت چندنفره هم‌زمان و غیرده‌هم‌زمان نیز هست؛ از جمله امکان گذاشتن پیام برای بازیکنان دیگر.

## داستان
داستان بازی در کشتی حامل بازیکن و شاهزاده‌خانمی از کشوری ناشناس قرار آغاز می‌شود؛ شاهزاده قرار است با پادشاهی دیگر ازدواج کند تا از وقوع جنگ جلوگیری شود. کشتی هدف حمله غارتگران قرار می‌گیرد و در پی آن، هیولایی دریایی به نام کراکن ظاهر می‌شود. صرف‌نظر از نتیجه نبرد، کشتی غرق شده و بازیکن به جزیره‌ای ناشناخته منتقل می‌شود.
در جزیره، بازیکن با پیرمردی روبه‌رو می‌شود که او را به یک آیین مذهبی می‌پیوندد و راهنمای او در سفرش می‌شود. در ادامه، بازیکن به کاوش جزیره پرداخته، با دشمنان مختلف مبارزه می‌کند و به دنبال شاهزاده‌خانم گمشده می‌گردد. در این مسیر، مفاهیمی همچون تفاوت میان «نمک‌زادگان» و «نور زادگان»، که نمایانگر دو نوع وجود انسانی در دنیای بازی هستند، آشکار می‌شود.
در انتهای بازی، بازیکن با خدای بی‌نام روبه‌رو می‌شود؛ موجودی قدرتمند که هدفش رسیدن به الوهیت است. بازیکن با شکست این موجود، می‌تواند از جزیره فرار کند یا با پذیرش قدرت او، خود را در چرخه‌ای بی‌پایان گرفتار کند.

## توسعه
سالت اند سنکچوئری در ۲۸ اوت ۲۰۱۴ طی نامه‌ای سرگشاده در وبلاگ پلی‌استیشن معرفی شد. این بازی حاصل ترکیب سبک مبارزات سری دارک سولز با گرافیک و گیم‌پلی آثار پیشین اسکا استودیوز مانند دیش‌واشر است. همچنین از سری کسلوانیا، به‌ویژه نسخه‌های نینتندو دی‌اس و کسلوانیا: سمفونی شب، الهام گرفته شده است. نسخه آزمایشی اولیه با استقبال خوبی روبه‌رو شد و توسعه آن ادامه یافت. پورت نینتندو سوئیچ توسط شرکت بلیت‌ورکس انجام شد.

## نقد و بازخوردها
بر اساس داده‌های متاکریتیک، این بازی به‌طور کلی با واکنش مثبت منتقدان همراه بود:
پلی‌استیشن ۴: ۸۴ از ۱۰۰
ویندوز: ۸۴ از ۱۰۰
نینتندو سوئیچ: ۸۲ از ۱۰۰
اکس‌باکس وان: ۸۰ از ۱۰۰
آی‌جی‌ان امتیاز ۸٫۶ از ۱۰ را به این بازی داد و آن را تلفیقی موفق از دارک سولز و کسلوانیا دانست. گیم اینفورمر نمره ۸٫۵ از ۱۰ را برای آن ثبت کرد. پالیگان با نمره ۹ از ۱۰ از اقتباس خلاقانهٔ بازی از سری دارک سولز تمجید کرد. وب‌سایت آرپی‌گیمر نیز این بازی را تلفیقی قوی از سبک‌های مختلف دانست، هرچند به داستان مینیمالیستی و دشواری بالا انتقاداتی وارد کرد.